# Teenage Mutant Ninja Turtles: Mutants in Manhattan
Teenage Mutant Ninja Turtles: Mutants in Manhattan — видеоигра в жанре hack and slash по мотивам медиафраншизы «Черепашки-ниндзя», разработанная Platinum Games и изданная Activision. Релиз игры для PlayStation 3, PlayStation 4, Windows, Xbox 360 и Xbox One состоялся 24 мая 2016 года. 3 января 2017 года, менее чем через восемь месяцев после выхода, игра была удалена из всех цифровых магазинов. Это последняя игра про Черепашек-ниндзя от Nickelodeon, которая была издана Activision. Впоследствии права на издание игр про Черепашек-ниндзя были переданы Dotemu.  

## Геймплей
Mutants in Manhattan представляет собой action и hack and slash с сел-шейдерной анимацией. В распоряжении игрока имеется четвёрка главных героев, включая: Леонардо, Донателло, Микеланджело и Рафаэля, которыми он управляет от третьего лица. Не считая бесконечных сюрикенов, каждая Черепашка владеет индивидуальным оружием. Кроме того, братья обладают уникальными способностями. Например, Леонардо может замедлить время, а Микеланджело при помощи чирлидинга восстанавливает способности других Черепах. Игроки в состоянии переключаться между героями по собственному усмотрению в одиночном режиме. В сражениях Черепахи наносят непрерывные последовательные удары, образующие комбо. При передвижении по карте Черепашки задействуют паркуровать и парашюты. В игре присутствуют зелёные шары, известные как «Боевые очки», предназначенные для совершенствования навыков персонажей и покупки предметов (таких как абордажная кошка и ракетная пусковая установка) у учителя Сплинтера по мере прохождения. Неигровой персонаж Эйприл О’Нил даёт игрокам советы и подсказки. Также Черепахи могут сканировать своё окружение и помечать врагов.
Игра разделена на девять различных этапов. На каждом этапе игроки сталкиваются c рядовыми противниками, прежде чем добраться до босса. В случае поражения персонажа игрока, другие Черепахи (управляемые искусственным интеллектом в одиночном режиме или другими игроками в мультиплеере) могут помочь оживить его. В противником случае, павшие Черепахи будут отправлены обратно в подземное логово. Затем начинается мини-игра, в которой Черепаха будет как можно быстрее есть пиццу. Игра содержит кооперативную многопользовательскую онлайн-версию для четырех игроков.

## Сюжет
Четвёрка Черепашек-ниндзя обнаруживает, что клан Фут вновь угрожает безопасности Нью-Йорка. Расчистив улицы от ниндзя, Черепахи получают сообщение от Эйприл о том, что вооружённый бензопилой, бомбами и пушками Бибоп грабит банк. Объединив усилия, Черепашки побеждают Бибопа, после чего узнают, что его напарник Рокстеди угрожает уничтожить систему метрополитена при помощи дистанционных взрывателей. После победы над орудующим молотом Рокстеди, Эйприл сообщает братьям о перемещающемся по канализации Слэше, и те бросаются в погоню за ним. Черепахи направляются на строительную площадку на высотах небоскрёбов, где Караи установила взрывчатку. Они обезвреживают взрывчатку, прежде чем столкнуться с Караи, которая затем сбегает на реактивном ранце.
Затем Черепахи вступают в конфронтацию с Армаггоном, а затем с Виннатом, одержав новую победу. Вслед за тем генерал Крэнг, решающий наказать Черепах за поражение своих приспешников, также нападает на четвёрку и, проиграв первое сражение, становится Мега-Крэнгом. Черепахи вновь побеждают Крэнга, прежде чем на них нападает сам Шреддер, раздражённый неспособностью всех остальных уничтожить мутантов и пытается сделать это сам. Благодаря командной работе и боевому опыту, Черепашки выходят победителями из последней битвы и обеспечивают безопасность родному городу.

## Разработка
По словам разработчиков Platinum Games, команда специализировалась на создании игр по лицензии, поскольку создание оригинальных проектов было чрезвычайно сложным. Mutants in Manhattan - третья игра по лицензии, разработанная Platinum после того, как компания сотрудничала с Activision для создания The Legend of Korra (2014) и Transformers: Devastation (2015). По словам разработчиков, они создавали игру на основе своего собственного видения, не вдохновляясь ранними комиксами, фильмами и видеоиграми. По словам геймдизайнера Эйро Сирахамы, команда посмотрела первый мультсериал франшизы, а также ознакомилась со старыми играми для Super Famicom, чтобы познакомиться с персонажами и их вселенной в целом. Том Вальц, который ранее писал комиксы про Черепашек-ниндзя для IDW Publishing, выступил главным сценаристом игры. Художественный стиль игры основан на творчестве Матеуса Сантолуко, художника серии. Первые слухи об игре впервые просочились на Xbox.com, а первые подробности всплыли благодаря Австралийской аттестационной комиссии и пользователю Twitter. Впоследствии, 26 января 2016 года Platinum Games раскрыла название своего проекта. Релиз Teenage Mutant Ninja Turtles: Mutants in Manhattan состоялся 24 мая 2016 года для PlayStation 3, PlayStation 4, Windows, Xbox 360 и Xbox One.

## Критика
| Сводный рейтинг    | Сводный рейтинг                        |
| Агрегатор          | Оценка                                 |
| ------------------ | -------------------------------------- |
| GameRankings       | (XONE) 54,50 % (PS4) 47,87 %           |
| Metacritic         | (XONE) 55/100 (PC) 51/100 (PS4) 44/100 |
| Иноязычные издания |                                        |
| Издание            | Оценка                                 |
| Destructoid        | 4,5/10                                 |
| Game Informer      | 6/10                                   |
| GameSpot           | 4/10                                   |
| Hardcore Gamer     | 2/5                                    |
| IGN                | 4,9/10                                 |

Версии Teenage Mutant Ninja Turtles: Mutants in Manhattan для Xbox One и PC получили «смешанные» отзывы, а для PlayStation 4 —  «преимущественно отрицательные», в соответствии с агрегатором обзоров видеоигр Metacritic.
Бен Македонски из Destructoid присудил игре 4,5 баллов из 10, заявив, что «даже если Platinum Games удаётся где-то преуспеть это не говорит об успехе». 
Дэйв Радден из IGN оценил игру на 4,9 балла из 10, назвав её короткой, слабой и чрезвычайно однообразной, а также критично высказался об отсутствии локального кооперативного многопользовательского режима. 
Джон Линнеман из Digital Foundry раскритиковал игру за отсутствие 60 кадров в секунду во всех версиях.
Game Informer поставил игре 6 баллов из 10, отметив: «Играть за Черепах весело, однако структура уровней, миссий и боссов оставляет желать лучшего».
Hardcore Gamer присудил Mutants in Manhattan 2 балла из 5, отметив: «Порекомендовать Mutants in Manhattan можно только самым ярым фанатам Черепашек -ниндзя, а также людям, которые имеют доступ к онлайн-мультиплееру, но даже при таком раскладе утомительные уровни и дизайн миссии обязательно аукнутся через какое-то время. В конце концов, к сожалению даже старомодный Ninja Rap не смог спасти это безобразие».
GameSpot присудил игре 4 балла из 10, отметив: «Вне всяких сомнений Mutants in Manhattan — это разочарование, которое возрастает не только из-за её корней, но и потому, что проект содержит элементы хорошей игры».